# Oscar 2007
O 79th Academy Awards (em português: 79.ª Entrega do Óscar) foi realizado no dia 25 de Fevereiro de 2007 no Teatro Kodak em Hollywood, Califórnia. A premiação foi apresentada por Ellen DeGeneres e produzida por Laura Ziskin.

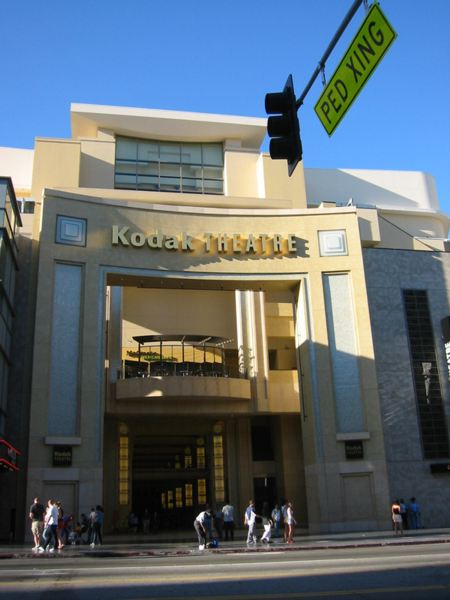
Kodak Theatre, o local da cerimônia de entrega dos Oscars

## Indicados / ganhadores (em negrito)

### Melhor filme
- Os Infiltrados (br) /The Departed: Entre Inimigos (pt)
- Babel
- Cartas de Iwo Jima
- Pequena Miss Sunshine (br) /Uma Família à Beira de um Ataque de Nervos (pt)
- A Rainha

### Melhor diretor
- Martin Scorsese por Os Infiltrados (br) / The Departed: Entre Inimigos (pt)
- Clint Eastwood por Cartas de Iwo Jima
- Stephen Frears por A Rainha
- Alejandro González Iñárritu por Babel
- Paul Greengrass por United 93

### Melhor ator
- Forest Whitaker por O Último Rei da Escócia
- Leonardo DiCaprio por Diamante de Sangue
- Ryan Gosling por Half Nelson (br) / Half Nelson - Encurralados (pt)
- Peter O'Toole por Venus
- Will Smith por The Pursuit of Happyness

### Melhor atriz
- Helen Mirren por A Rainha
- Penélope Cruz por Volver
- Judi Dench por Notas sobre um Escândalo (br) / Diário de um Escândalo (pt)
- Meryl Streep por O Diabo Veste Prada
- Kate Winslet por Pecados Íntimos

### Melhor ator coadjuvante
- Alan Arkin por Pequena Miss Sunshine (br) / Uma Família à Beira de um Ataque de Nervos (pt)
- Jackie Earle Haley por Pecados Íntimos
- Djimon Hounsou por Diamante de Sangue
- Eddie Murphy por Dreamgirls - Em Busca de um Sonho (br) / Dreamgirls (pt)
- Mark Wahlberg por Os Infiltrados (br) / The Departed: Entre Inimigos (pt)

### Melhor atriz coadjuvante
- Jennifer Hudson por Dreamgirls - Em Busca de um Sonho (br) / Dreamgirls (pt)
- Adriana Barraza por Babel
- Cate Blanchett por Notas sobre um Escândalo (br) / Diário de um Escândalo (pt)
- Abigail Breslin por Pequena Miss Sunshine (br) / Uma Família à Beira de um Ataque de Nervos (pt)
- Rinko Kikuchi por Babel

### Melhor filme de animação
- Happy Feet - O Pinguim (br) / Happy Feet (pt)
- Carros
- A Casa Monstro (br) / A Casa Fantasma (pt)

### Melhor filme estrangeiro
- After the Wedding - Dinamarca (Susanne Bier)
- Dias de Glória (Indigènes) - Argélia (Rachid Bouchareb)
- The Lives of Others (Das Leben der Anderen) - Alemanha (Florian Henckel von Donnersmarck)
- O Labirinto do Fauno - México (Guillermo del Toro)
- Water - Canadá (Deepa Mehta)

### Melhor roteiro adaptado
- Sacha Baron Cohen, Anthony Hines,Peter Baynham e Dan Mazer por Borat: O Segundo Melhor Repórter do Glorioso País Cazaquistão Viaja à América (br) / Borat: Aprender Cultura da América para Fazer Benefício Glorioso à Nação do Cazaquistão (pt)
- Alfonso Cuarón, Timothy J. Sexton, David Arata, Mark Fergus e Hawk Ostby por Filhos da Esperança (br) / Os Filhos do Homem (pt)
- William Monahan por Os Infiltrados (br) / The Departed: Entre Inimigos (pt)
- Todd Field e Tom Perrotta por Pecados Íntimos (br) / Pecados Íntimos (pt)
- Patrick Marber por Notas sobre um Escândalo (br) / Diário de um Escândalo (pt)

### Melhor roteiro original
- Guillermo Arriaga (Babel)
- Iris Yamashita; Paul Haggis (Cartas de Iwo Jima)
- Michael Arndt (Pequena Miss Sunshine)
- Guillermo del Toro (O Labirinto do Fauno)
- Peter Morgan (A Rainha)

### Melhor fotografia
- Vilmos Zsigmond (A Dália Negra)
- Emmanuel Lubezki (Filhos da Esperança)
- Dick Pope (O Ilusionista)
- Guillermo Navarro (O Labirinto do Fauno)
- Wally Pfister (O Grande Truque)

### Melhor edição
- Stephen Mirrione e Douglas Crise (Babel)
- Steven Rosenblum (Diamante de Sangue)
- Alex Rodríguez e Alfonso Cuarón (Filhos da Esperança)
- Thelma Schoonmaker (Os Infiltrados)
- Clare Douglas, Christopher Rouse e Richard Pearson (United 93)

### Melhor direção de arte
- John Myhre e Nancy Haigh (Dreamgirls - Em Busca de um Sonho)
- Jeannine Oppewall e Gretchen Rau e Leslie E. Rollins (O Bom Pastor)
- Eugenio Caballero e Pilar Revuelta (O Labirinto do Fauno)
- Rick Heinrichs e Cheryl A. Carasik (Piratas do Caribe: O Baú da Morte)
- Nathan Crowley e Julie Ochipinti (O Grande Truque)

### Melhor figurino
- Yee Chung Man (A Maldição da Flor Dourada)
- Patricia Field (O Diabo Veste Prada)
- Sharen Davis (Dreamgirls - Em Busca de um Sonho)
- Milena Canonero (Maria Antonieta)
- Consolata Boyle (A Rainha)

### Melhor trilha sonora
- Gustavo Santaolalla (Babel)
- Thomas Newman (The Good German)
- Philip Glass (Notas sobre um Escândalo)
- Javier Navarrete (O Labirinto do Fauno)
- Alexandre Desplat (A Rainha)

### Melhor canção original
- I Need to Wake Up - Melissa Etheridge (Uma Verdade Inconveniente)
- Listen -  Henry Krieger, Scott Cutler e Anne Prevende (Dreamgirls - Em Busca de um Sonho)
- Love You I Do - Henry Krieger e Siedah Garrett (Dreamgirls - Em Busca de um Sonho)
- Our Town - Randy Newman (Carros)
- Patience - Henry Krieger e Willie Reale (Dreamgirls - Em Busca de um Sonho)

### Melhor maquiagem
- Aldo Signoretti e Vittorio Sodano (Apocalypto)
- Kazuhiro Tsuji e Bill Corso (Click)
- David Marti e Montse Ribe (O Labirinto do Fauno)

### Melhor edição de som
- Sean McCormack e Kami Asgar (Apocalypto)
- Lon Bender (Diamante de Sangue)
- Alan Robert Murray e Bub Asman (A Conquista da Honra)
- Alan Robert Murray (Cartas de Iwo Jima)
- Christopher Boyes e George Watters II (Piratas do Caribe: O Baú da Morte)

### Melhor mixagem de som
- Kevin O´Connell, Greg P. Russell e Fernando Camara (Apocalypto)
- Andy Nelson, Anna Behlmer e Ivan Sharrock (Diamante de Sangue)
- Michael Minkler, Bob Beemer e Willie Burton (Dreamgirls - Em Busca de um Sonho)
- John Reitz, Dave Campbell, Gregg Rudloff e Walt Martin (A Conquista da Honra)
- Paul Massey, Christopher Boyes and Lee Orloff (Piratas do Caribe: O Baú da Morte)

### Melhores efeitos especias
- John Knoll, Hal Hickel, Charles Gibson e Allen Hall (Piratas do Caribe: O Baú da Morte)
- Boyd Shermis,Kim Libreri, Chaz Jarrett e John Frazier (Poseidon)
- Mark Stetson, Neil Corbould, Richard R. Hoover e Jon Thum (Superman - O Retorno)

### Melhor documentário em longa-metragem
- Deliver Us from Evil
- Uma Verdade Inconveniente
- Iraq in Fragments
- Jesus Camp
- My Country, My Country

### Melhor documentário em curta-metragem
- The Blood of Yingzhou District
- Recycled Life
- Rehearsing a Dream
- Two Hands

### Melhor curta de animação
- The Danish Poet
- The Little Matchgirl
- Maestro
- No Time for Nuts

### Melhor curta-metragem
- Binta and the Great Idea (Binta Y La Gran Idea)
- Éramos Pocos (One Too Many)
- Helmer & Son
- The Saviour
- West Bank Story

### Prêmios especiais
- Ennio Morricone -- Óscar Honorário
- Sherry Lansing -- Prêmio Humanitário Jean Hersholt

### Filmes com múltiplas indicações
8
- Dreamgirls - Em Busca de um Sonho

7
- Babel

6
- O Labirinto do Fauno
- A Rainha

5
- Diamante de Sangue
- Os Infiltrados

4
- Cartas de Iwo Jima
- Pequena Miss Sunshine
- Notas sobre um Escândalo
- Piratas do Caribe: O Baú da Morte

3
- Apocalypto
- Filhos da Esperança
- Pecados Íntimos

2
- Uma Verdade Inconveniente
- Carros
- A Conquista da Honra
- O Diabo Veste Prada
- O Grande Truque
- United 93

### Filmes com múltiplos prêmios
4
- Os Infiltrados

3
- O Labirinto do Fauno

2
- Uma Verdade Inconveniente
- Dreamgirls - Em Busca de um Sunho
- Pequena Miss Sunshine

## In Memoriam
O segmento In Memoriam, apresentado pela atriz Jodie Foster, homenageou os seguintes indivíduos:
| - Glenn Ford - Bruno Kirby - Alida Valli - Betty Comden - Jane Wyatt - Don Knotts - Red Buttons - Gillo Pontecorvo - Darren McGavin - Richard Fleischer - Sven Nykvist - Joseph Barbera - Tamara Dobson - Gretchen Rau - June Allyson - Gordon Parks - Philippe Noiret | - Maureen Stapleton - Jack Wild - Vincent Sherman - James Doohan - Shohei Imamura - Carlo Ponti - Peter Boyle - James Glennon - Sidney Sheldon - Jack Palance - Mako - Jack Warden - Basil Poledouris - Henry Bumstead - Jay Presson Allen - Robert Altman |